# Analisoma
Analisoma là một chi chim trong họ Campephagidae được công nhận trong một số đơn vị phân loại. Nhiều nhà phân loại học coi chi này cùng chi với chi Edolisoma.

## Các loài
- Analisoma analis
- Analisoma coerulescens
- Analisoma ostenta